# Eubrachion ambiguum
Eubrachion ambiguum är en sandelträdsväxtart som först beskrevs av Hook. & Arn., och fick sitt nu gällande namn av Adolf Engler. Eubrachion ambiguum ingår i släktet Eubrachion och familjen sandelträdsväxter. Utöver nominatformen finns också underarten E. a. jamaicense.